# Intervenierende Variable
Intervenierende Variable ist ein Begriff, der ursprünglich von Edward Tolman in die Methodenlehre der empirischen Psychologie eingeführt wurde.

## Psychologie
Als Behaviorist wollte Edward Tolman mit diesem rein operational definierten Konstrukt erreichen, dass in seiner Theorie auf nicht beobachtbare Größen wie Persönlichkeitseigenschaften, Bewusstseinsinhalte, Wünsche, Einstellungen usw. verzichtet werden kann.
Die Einzelbeobachtungen, dass sich jemand in vergleichbaren Situationen immer in ähnlicher Weise verhält, lassen sich durch Einführung einer intervenierenden Variable auf eine Regel reduzieren. Beispiel: Man bildet eine Klasse von Situationen, in denen eine Person dem Urteil einer Gruppe ausgesetzt ist (eine Rede halten, Musik- oder Theaterdarbietung, Unterrichten, Elfmeterschießen usw.) und stellt fest, dass eine Person darauf immer mit erhöhtem Puls und Blutdruck, Schwitzen usw. reagiert. Etikettiert man die Situationen-Klasse mit „Leistung vor Publikum“ und die Reaktionen-Klasse mit „Stressreaktion“, so erhält man die Abhängigkeitsfunktion „Leistung vor Publikum“ → intervenierende Variable X → „Stressreaktion“. Aus personistischer Sicht hingegen würde diese Variable X als Persönlichkeitseigenschaft interpretiert (wie „Schüchternheit“ oder „mangelndes Selbstvertrauen“); diese Begriffe haben jedoch eine größere Extension, als durch die Beobachtungen abgedeckt ist (Bedeutungsüberschuss, englisch surplus meaning).
Die Unterscheidung zwischen hypothetischem Konstrukt und intervenierender Variable geht auf Paul E. Meehl und Kenneth MacCorquodale zurück. Anders als dem Konstrukt wird der intervenierenden Variable keine kausale Wirkung zugeschrieben. Beispiel: Das Über-Ich als Art und Weise, über Verhaltenshemmung zu sprechen, hat selbst keinen Einfluss auf das Verhalten. Intervenierende Variablen sind nur „Notationshilfen“, die nicht verdinglicht werden dürfen.

## Statistik
Eine intervenierende Variable (oder auch Mediator) vermittelt die Beziehung zwischen zwei oder mehr Variablen. Man unterscheidet zwischen vollständiger Mediation und teilweiser Mediation. Die vollständige Mediation beschreibt den Fall, in dem der scheinbare Einfluss einer Variable auf eine andere verschwindet, wenn die Mediatorvariable kontrolliert wird (Drittvariablenkontrolle). Teilweise oder partielle Mediation beschreibt den Fall, in dem der Zusammenhang zweier Variablen reduziert wird, wenn die Mediatorvariable eingeführt wird. Werden gemeinsame Ursachen der Mediatorvariable und des Outcomes jedoch bei der Mediationsanalyse nicht miteinbezogen, kann dies eine Korrelation, d. h. einen nichtkausalen, rein statistischen Zusammenhang zwischen den beiden interessierenden Variablen hervorrufen.